# 豹皮の騎士
『豹皮の騎士』（ひょうがわのきし、グルジア語：ვეფხისტყაოსანი　転写Vepkhist'q'aosani 、ヴェプキストカオサニ）は、ショタ・ルスタヴェリによって12世紀から13世紀にかけて書かれたグルジア語の叙事詩。1500を越える連から成る長編である。当時のグルジアの女王タマルに捧げられた。
アラブ王ロステワンの家臣アフタンディルが、旅先で出会ったインドの王子タリエル（豹皮の騎士）がインドの王女ネスタン・ダレジャンを捜し求めるのを助け、自身もアラブの王女ティナティンと結ばれるまでを描いた物語。
現在知られているもっとも古い写本は16世紀のものである。1712年にトビリシで王ワフタング6世によって初めて印刷された。これまで、日本語を含む数多くの外国語に翻訳されている。

## 日本語訳
日本語訳は、各・ロシア語訳からの重訳である。
- 袋一平訳『虎皮の騎士』（理論社、1972年）
- 同上『虎の皮を着た勇士』（講談社「世界名作全集」、1955年）、児童向け
- 大谷深訳『豹皮の勇士（逐語訳版）』（DAI工房、1990年）、製作：日本グルジア友の会